# Vilamolat de Mur
Vilamolat de Mur es una entidad de población española del municipio de Castell de Mur, perteneciente a la provincia de Lérida, en la comunidad autónoma de Cataluña.

## Toponimia
El lugar puede aparecer referido como «Vilamolat de Mur» y «Vilamolat».

## Historia
Hacia mediados del siglo XIX, el lugar pertenecía al municipio de Mur. Aparece descrito en el decimosexto y último volumen del Diccionario geográfico-estadístico-histórico de España y sus posesiones de Ultramar de Pascual Madoz con las siguientes palabras:

VILAMOLAT: cas. en la prov. de Lérida, part. jud. de Tremp, térm. juris. de Mur.
(Madoz, 1850, p. 70)

En esa misma obra, en la entrada correspondiente a Mur, se dice: «El cas. de Vilamolat, se halla sobre un llano pequeño, al N. y una hora de Mur; se compone de 5 casas, de las cuales hay una separada 400 pasos de las demas». Se apunta, además, que disponía de un molino harinero. El municipio de Mur desapareció en 1971 y Puigmaçana, con el resto del término municipal, se incorporó al de Castell de Mur. En 2023, la entidad singular de población tenía empadronados veinticuatro habitantes y el núcleo de población, uno.